# سيندي فيشر
سيندي فيشر (بالإنجليزية: Cindy Fisher)‏ هي مدربة كرة سلة أمريكية، ولدت في 2 أغسطس 1964.